# 桜水季
桜 水季（さくら みずき）は日本の女性声優。主にアダルトゲームに声をあてている。

## 出演作品
太字は主役・メインキャラクター

### ゲーム
2010年
- 妹(に)交姦(される兄)の会（正雀依鈴）
- オトコの娘プロレス ～屈辱の対抗戦～（菓子原みなと）
- 寝取られ幼馴染 ～春花と千夏～（茅原春花）
- 人妻ンション ～うわさの巨乳人妻三姉妹!～（葉山萌美）

2011年
- おさこん ～幼馴染みとイチャラブ結婚活動～（足原菜穂）
- 姦淫特急 満潮 ～悪夢の三週間～
- ケータイ王様ゲーム@セックス 接触の淫編（仲島真紀）
- JKとエロリーマン ～純情姪っ子JKをラブホに連れ込んでヤリたい放題～（野々村美冬）
- 触手姫ハイドラ ～姦計に陥る森の魔女～（セラエノ）
- 処女回路（葉山湊）
- 都合のよいセックスフレンド?（神島藍那）
- デイドリーム・ビリーバー（笹ヶ見蒔絵）
- テンタクルロード -我が手に堕ちよ勇壮なる乙女-（レミィ・ローグバルト）

2012年
- 姦白宣言（高石美咲）
- JKとエロリーマン2 ～姪っ子JKをもう一人ラブホに連れ込んで、さらにヤリたい放題～（野々村美冬）
- 受胎島「どうしてアンタみたいなブサ男に種付けされなきゃいけないのよ?!」（名越悠美）
- すくみず食べ放題（瀬名みつき）
- 団地妻となう。（牧野美穂）

2013年
- ないしょのひめごと～お嬢様のやめられない淫らな手～（厳城 美優）
- たまはじ! -たまたまハジケル妹たち-（天笠刹那）
- MA☆KO HUNTER（新堂真央）
- モンスターズ・レイド -魔に堕ちる姫騎士-（ルナ・ルー）

2014年
- 学園で時間よ止まれ（新城 穂乃果）
- えろどるっ☆（星園 かれん）
- 悪の女幹部2「キサマなどに教育されてたまるかっ!」（夜叉）
- 駄作(アリス、クロエ)
- えろまんが! Hもマンガもステップアップ♪（綾部 はるる）

2015年
- 倶楽部D（中村 唯）
- J×J 女子校生獣化計画 ～メス〇公開生調教～（花山院 織雅）
- 美少女を上手に肉便器にする方法 Vol.1（小笠原 真琴）
- サポありカノジョ（桐生 紫）
- 小女ラムネ（狭山 優子）
- 駄作 〜アリスとクロエ、結ばれる日〜 (アリス、クロエ)
- 愛があれば恋人に催眠術をかけても問題ないよね? (須田那月)

2016年
- 駄作 ～ヌイアワセ～（菜々ヶ木 アリス、菜々ヶ木 クロエ）
- ギラ星アイドル裏プロジェクト（君島 凛）
- サポありショウジョ（スズ）
- ないしょのひめごと ～お嬢様のやめられない淫らな手～ ワイド版（厳城 美優）
- HOTOTOGISU ～ULTRA PATRIOT～（高石 美咲）

2017年
- 筆下ろしママ ～溢れる白濁&ミルク～（一条 鶫）

2018年
- 女王気取りの爆乳PTA会長共を催眠で玩具扱いでヤリ遊んで孕ませてやった（篠藤 詩織）
- 魔法戦士イクシードナイツ -新たなる世界の女神たち-（裁明寺 紫鶴）
- エルフ種付け牧場 (アンナ)
- 妹とヤリたいことのすべて 「ごくん……ねぇ、なんでもするから、これ、もっとちょうだい、お兄ちゃん」 (阪式 雫)

2019年
- TS魔法少女なお!2nd!! (森野 百合)
- 孕らフレ ～即堕ちベタ惚れな孕ませオナホセフレたちとサルみたいにヤりまくる学園ハーレム性活～ (あいか)
- 魔法戦士エメロードナイツ -絆を紡ぐ女神たち- (イクシードアイリス、裁明寺 紫鶴)
- えろまんが! Hもマンガもステップアップ♪ HDリマスター (綾部 はるる)

2020年
- あの娘の夏は俺が全部買い占めた（今井 陽沙）

2021年
- 高貴な爆乳エルフ姫騎士をわからせ! メス媚び孕ませ穴にする性活（リザ）
- 屈辱3（舞原 涼音）
- 魔法少女リオナ☆フィオナ ～最弱の姉と最強の妹～（フィオナ・アイビス）
- 絶対命令 異世界操心パーティ!（セリア）
- 男勝りな爆乳海賊と生真面目将校を巨チン一つでドMな孕ませオナホにする海賊性活（エリーゼ）

2022年
- 絶対命令 異世界操心パーティ!（セリア）
- 魔法戦士 FINAL IGNITION（イクシードアイリス）
- 魔法戦士 Christmas Ignition（イクシードアイリス）

### ソーシャルゲーム
- Quiz of Walkure（うらら、リフュ 、セアナス）[1]